# Tuia (gen plante)
Tuia (Thuja), este un gen de conifere din familia Cupressaceae.